# Teclat electrònic

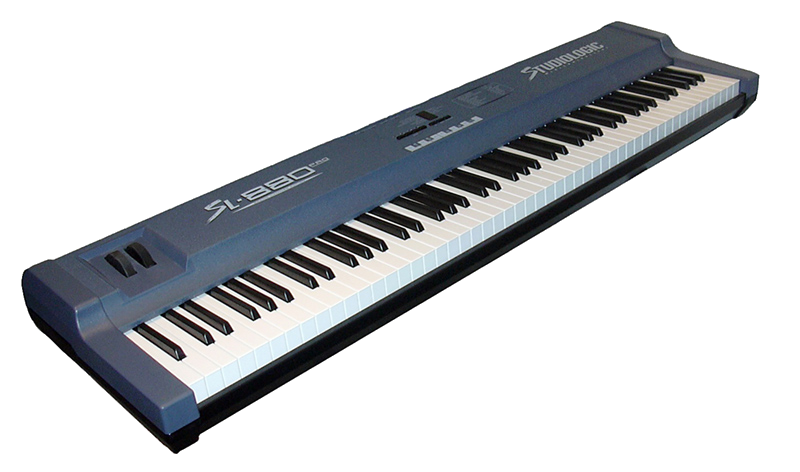
Un teclat electrònic.

Un teclat electrònic és un instrument de teclat que generalment pot reproduir molts sons, similars o no als que produeixen altres instruments musicals. Els teclats electrònics inclouen sintetitzadors, pianos digitals, pianos d'escenari, òrgans electrònics i estacions de treball d'àudio digital. En termes tècnics, un teclat electrònic és un sintetitzador amb un amplificador d'àudio de baixa potència i uns altaveus.

## Característiques

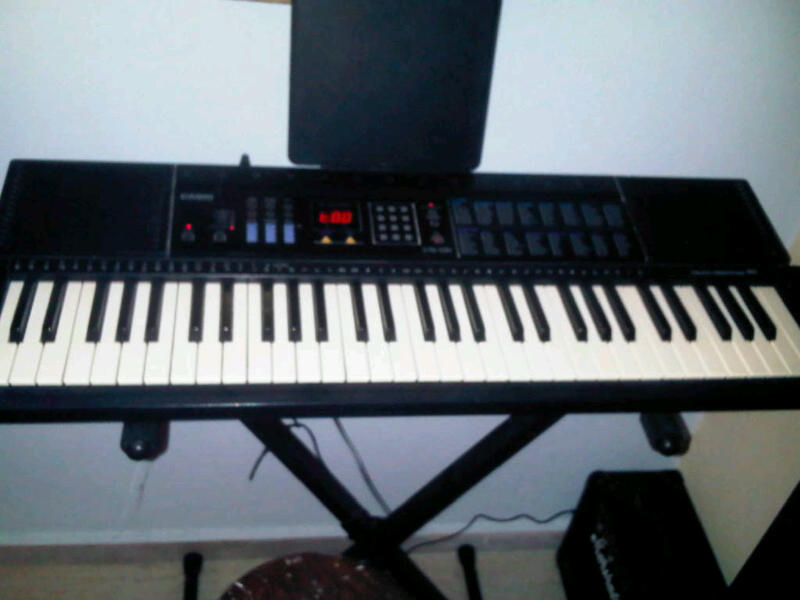
Casio CTK-530, un teclat electrònic de principis de la dècada de 1990 amb tecnologia de so PCM.

En alguns casos, el funcionament es basa en mecanismes elèctrics, electrònics o digitals que creen els sons. Aquí es troben tant els sintetitzadors com altres instruments originalment creats per imitar pianos (Rhodes, Piacen) mitjançant mostres musicals de sons prèviament gravats. Aquests poden venir fixos “de fàbrica”, o ser capturats i manipulats mitjançant un sampler.

## Història
Una de les primeres versions d'aquest tipus de teclat va ser el Mellotron, que reproduïa mostres d'instruments reals gravats en cintes, amb una mostra diferent per a cada nota. També hi ha teclats que combinen les dues facetes dels dos anteriors, incloent tant instruments com poden ser la guitarra, el piano, la trompeta, etc., com sons de palmells, números en anglès o castellà.
Els sintetitzadors i samplers no necessàriament tenen un teclat per ser tocats. En els darrers anys s'han desenvolupat teclats controladors MIDI, els quals no produeixen sons per si mateixos, sinó que envien senyals MIDI a un sintetitzador, sampler o ordinador capaç d'interpretar-los i traduir-los en sons. Els teclats complets de piano, inclouen 88 tecles, 36 negres i 52 blanques. Si a més a més inclou pedals, es pot considerar un piano electrònic. De vegades poden comptar amb tecles il·luminades, per facilitar l'aprenentatge del piano, fins i tot en combinació amb un editor de partitures.

## Fabricants
Els fabricants coneguts de pianos digitals inclouen Dynatone, Casio, Clavia, Dexibell, Kawai, Korg, Kurzweil, it, Roland, Suzuki i Yamaha.